# Nekrolog 1685
Nekrolog
◄◄
| ◄
| 1681
| 1682
| 1683
| 1684
| 1685 | 1686 | 1687 | 1688 | 1689 | ► | ►►
Weitere Ereignisse | Allgemeiner Nekrolog 1685
Die Beschreibung der verstorbenen Person sollte so kurz wie möglich gehalten sein und nur deren signifikante Tätigkeit(en) enthalten.
Neue Namen ggf. auch unter dem Geburts- und Sterbedatum, also etwa unter 1. Januar und im Geburts- und Sterbejahr (2024) eintragen (nur bei entsprechender großer Wichtigkeit). Für Beispiele siehe die schon vorhandenen Artikel.
Außerdem über die fünf zuletzt Verstorbenen, zu denen es einen ausreichend guten Artikel für eine Präsentation auf der Hauptseite gibt, nach der todesbedingten Überarbeitung der Artikel ggf. auch unter Wikipedia Diskussion:Hauptseite informieren und sie am besten auch in den anderen Wikipedia-Sprachversionen eintragen. Tipp: Regelmäßig bei news.google.de nach „ist tot“, „gestorben“ oder „verstorben“ suchen.
Wenn eine Person gestorben ist, gibt es viele Seiten zu dieser Person in der Wikipedia, die davon auch betroffen sind und entsprechend aktualisiert werden müssen. Beispiele: Namenübersichtsseite, Geburtsjahr, Geburtsort-Seiten und viele mehr.
Wie finde ich die betroffenen Seiten?
Im Suchfeld auf der linken Seite gibt man den Suchbegriff so ein: „Vorname Nachname“. Dann klickt man auf Volltext und alle Seiten mit entsprechendem Suchtext werden aufgerufen. Hier sieht man dann schnell, wo auch das Todesjahr Sinn macht oder sogar ein Teil des Artikels angepasst werden muss. Auch hilft das „Werkzeug“ auf der linken Seite sehr gut, um solche Seiten aufzufinden: „Links auf diese Seite“. Somit ist die Wikipedia wieder aktuell in allen Bereichen! Hinweis: bei Eintragung der Kategorie „Gestorben JAHR“ wird der Missbrauchsfilter 49 ausgelöst, was jedoch nicht schlimm ist. Siehe: Spezial:Missbrauchsfilter/49
Dies ist eine Liste von im Jahr 1685 verstorbenen bekannten Persönlichkeiten. Die Einträge erfolgen innerhalb der einzelnen Daten alphabetisch sortiert. Tiere sind im Nekrolog für Tiere zu finden.

## Januar
| Tag        | Name                            | Beruf, bekannt als                                                                 | Alter | Beleg |
| ---------- | ------------------------------- | ---------------------------------------------------------------------------------- | ----- | ----- |
| 5. Januar  | Herman Saftleven                | niederländischer Maler                                                             |       |       |
| 5. Januar  | Wolmar von Wrangel              | kurbrandenburgischer Oberst und Regimentskommandeur                                |       |       |
| 6. Januar  | Malachias Siebenhaar            | deutscher Komponist                                                                | 68    |       |
| 13. Januar | Daniello Bartoli                | italienischer Jesuit, Historiker und Schriftsteller der Barockzeit                 | 76    |       |
| 18. Januar | Marquard II. Schenk von Castell | deutscher römisch-katholischer Geistlicher; Fürstbischof von Eichstätt (1637–1685) | 79    |       |
| 26. Januar | Johann Michael Nicolai          | deutscher Violonist und Komponist                                                  |       |       |
| 28. Januar | David Mozart                    | Maurer und Baumeister                                                              |       |       |
| 30. Januar | Innico Caracciolo               | italienischer Geistlicher, Erzbischof von Neapel und Kardinal                      | 77    |       |

## Februar
| Tag         | Name                                     | Beruf, bekannt als                                           | Alter | Beleg |
| ----------- | ---------------------------------------- | ------------------------------------------------------------ | ----- | ----- |
| 6. Februar  | Karl II.                                 | König von England, Schottland und Irland                     | 54    |       |
| 9. Februar  | Pierre Bourdelot                         | französischer Arzt und Anatom                                | 75    |       |
| 12. Februar | Hans Eitel Diede zum Fürstenstein        | hessischer Diplomat und Burggraf                             | 60    |       |
| 15. Februar | Johann Wachmann der Jüngere              | deutscher Rechtsgelehrter und Diplomat                       | 73    |       |
| 20. Februar | Gottfried Olearius                       | deutscher Theologe, Chronist der Stadt Halle                 | 81    |       |
| 20. Februar | Sophie Amalie von Braunschweig-Calenberg | Königin von Dänemark und Norwegen                            | 56    |       |
| 22. Februar | Johannes Küster von Rosenberg            | deutscher Mediziner                                          |       |       |
| 23. Februar | Emerich Sinelli                          | Kapuziner und katholischer Bischof der Diözese Wien          | 62    |       |
| 24. Februar | Isabella Clara von Österreich            | Erzherzogin von Österreich, durch Heirat Herzogin von Mantua | 55    |       |
| 27. Februar | Antonius Hulsius                         | deutscher Philologe und reformierter Theologe                |       |       |

## März
| Tag      | Name                           | Beruf, bekannt als                                                  | Alter | Beleg |
| -------- | ------------------------------ | ------------------------------------------------------------------- | ----- | ----- |
| 8. März  | Andreas Albrecht von Brömbsen  | Ratsherr in Lübeck                                                  |       |       |
| 9. März  | Carpoforo Tencalla             | italienischer Maler                                                 | 61    |       |
| 10. März | Werner Theodor Martini         | deutscher Rechtsgelehrter                                           | 58    |       |
| 11. März | Marx Augustin                  | Wiener Dudelsackspieler                                             |       |       |
| 14. März | Georg Heinrich Feyerabend      | Bürgermeister von Heilbronn                                         | 44    |       |
| 14. März | Anne de Rohan-Guémené          | französische Aristokratin                                           | 78    |       |
| 15. März | Gabriel de Guilleragues        | französischer Diplomat und Schriftsteller                           | 56    |       |
| 19. März | René François Walther de Sluze | wallonischer Mathematiker, Kanoniker von Lüttich sowie Abt von Amay | 62    |       |
| 20. März | Hans Heinrich von Elterlein    | frühneuzeitlicher deutscher Unternehmer und Hammerherr              | 61    |       |
| 21. März | Nathaniel Highmore             | englischer Chirurg und Anatom                                       | 72    |       |
| 26. März | Go-Sai                         | 111. Tennō von Japan (1655–1663)                                    | 47    |       |
| 30. März | Friedrich Casimir              | Graf von Hanau-Lichtenberg und Hanau-Münzenberg                     | 61    |       |

## April
| Tag       | Name                       | Beruf, bekannt als                                        | Alter | Beleg |
| --------- | -------------------------- | --------------------------------------------------------- | ----- | ----- |
| 2. April  | Alberich Burghoff          | Abt des Klosters Neuzelle                                 | 71/72 |       |
| 3. April  | Wilhelm Lovius             | Kölner Theologe und Universitätsprofessor                 |       |       |
| 4. April  | Thomas Otway               | englischer Dramatiker in der Zeit der Stuart-Restauration | 33    |       |
| 8. April  | Girolamo Gastaldi          | italienischer Kardinal                                    | 69    |       |
| 8. April  | Sassoferrato               | italienischer Maler                                       |       |       |
| 12. April | Johannes Korb              | erzgebirgischer Hammerherr                                |       |       |
| 14. April | Dietrich Hermann von Nagel | General in Münster                                        |       |       |
| 21. April | Elizabet Hartloop          | niederländische Dichterin                                 |       |       |
| 22. April | Mario Savioni              | italienischer Sänger, Kapellmeister und Komponist         |       |       |
| 23. April | Natale Monferrato          | italienischer Organist und Komponist des Barock           |       |       |
| 26. April | Luigi Alessandro Omodei    | italienischer Kardinal                                    | 76    |       |
| 29. April | Luc d’Achery               | Historiker und Bibliothekar der Mauriner                  |       |       |

## Mai
| Tag     | Name                | Beruf, bekannt als                                        | Alter | Beleg |
| ------- | ------------------- | --------------------------------------------------------- | ----- | ----- |
| 1. Mai  | Renato II. Borromeo | italienischer Decurione in Mailand                        | 71    |       |
| 2. Mai  | Adriaen van Ostade  | niederländischer Maler                                    | 74    |       |
| 19. Mai | Sibylla Schuster    | deutsche Schriftstellerin und Dichterin in der Barockzeit | 46    |       |
| 26. Mai | Karl II.            | Kurfürst von der Pfalz                                    | 34    |       |
| 28. Mai | Andreas Amsel       | deutscher Rechtswissenschaftler                           | 59    |       |
| 28. Mai | Pieter de la Court  | niederländischer Ökonom und Philosoph                     |       |       |

## Juni
| Tag      | Name                                  | Beruf, bekannt als                               | Alter | Beleg |
| -------- | ------------------------------------- | ------------------------------------------------ | ----- | ----- |
| 14. Juni | Friedrich Klinckow von Friedenschildt | deutscher Jurist und schwedischer Diplomat       |       |       |
| 15. Juni | Otto de Grana                         | kaiserlicher Heerführer und Generalfeldmarschall |       |       |
| 20. Juni | Johann Baptist Ruel                   | flämischer Maler                                 |       |       |
| 30. Juni | Christoph Arnold                      | deutscher Dichter des Nürnberger Dichterkreises  | 58    |       |
| 30. Juni | Archibald Campbell, 9. Earl of Argyll | schottischer Adliger und Politiker               | 56    |       |

## Juli
| Tag      | Name                             | Beruf, bekannt als                              | Alter | Beleg |
| -------- | -------------------------------- | ----------------------------------------------- | ----- | ----- |
| 7. Juli  | Ferdinand Gottfried von Velen    | kaiserlicher Kämmerer und Obrist                |       |       |
| 14. Juli | Johann Caspar Bauhin             | Schweizer Arzt und Botaniker                    | 79    |       |
| 15. Juli | James Scott, 1. Duke of Monmouth | englischer Thronprätendent                      | 36    |       |
| 15. Juli | Johannes Heinrich Wedemann       | deutscher Kanzler                               |       |       |
| 27. Juli | Hans Albrecht von Gemmingen      | Grundherr in Widdern, Maienfels und Leibenstadt |       |       |
| 28. Juli | Franziskus Örnestedt             | schwedischer Politiker, Hofkanzler und Diplomat |       |       |

## August
| Tag        | Name                             | Beruf, bekannt als                                            | Alter | Beleg |
| ---------- | -------------------------------- | ------------------------------------------------------------- | ----- | ----- |
| 1. August  | Louis Gabriel Brosse             | französischer Benediktiner                                    |       |       |
| 22. August | Michael Ritthaler                | deutscher lutherischer Theologe, Schulrektor und Bibliothekar | 44    |       |
| 24. August | Michael Siricius                 | deutscher Theologe, Hochschullehrer                           | 56    |       |
| 25. August | Francisco de Herrera der Jüngere | spanischer Maler                                              |       |       |

## September
| Tag           | Name                    | Beruf, bekannt als | Alter | Beleg |
| ------------- | ----------------------- | --- | ----- | ----- |
| 1. September  | Heinrich Engenhagen     | deutscher evangelisch-lutherischer Geistlicher, Hauptpastor der Lübecker Jakobikirche und Senior des Geistlichen Ministeriums | 70    |       |
| 7. September  | Johann Stephan Wydżga   | Primas von Polen |       |       |
| 10. September | Adam Colonia            | holländischer Maler | 51    |       |
| 11. September | Paolo Savelli           | italienischer Kardinal der Römischen Kirche                                                                                   | 62    |       |
| 12. September | Sebastian Göbel         | Theologe und Abt | 56    |       |
| 18. September | Christoph Alois Lautner | Pfarrer und Dechant in Hotzenplotz                                                                                            |       |       |
| 22. September | Ignazio Albertini       | italienischer Komponist und Violinist des Barock                                                                              |       |       |
| 24. September | Gustaf Otto Stenbock    | schwedischer Heerführer und Staatsmann                                                                                        | 71    |       |
| 29. September | Paulinus Mayr           | Fürstbischof von Brixen (1678–1685)                                                                                           | 57    |       |

## Oktober
| Tag         | Name                                | Beruf, bekannt als                                                       | Alter | Beleg |
| ----------- | ----------------------------------- | ------------------------------------------------------------------------ | ----- | ----- |
| 3. Oktober  | Johann Heinrich Roos                | deutscher Maler und Graphiker                                            | 54    |       |
| 10. Oktober | Benedikt Martini                    | deutscher evangelischer Theologe                                         | 76    |       |
| 12. Oktober | Christoph Ignaz Abele               | österreichischer Rechtsgelehrter und Hofbeamter                          |       |       |
| 12. Oktober | Friedrich Christoph von Hammerstein | schwedischer Generalwachtmeister und braunschweig-lüneburgischer General | 77    |       |
| 20. Oktober | Robert Bruce, 1. Earl of Ailesbury  | schottisch-englischer Peer und Politiker                                 | 59    |       |
| 22. Oktober | Daniel Symonis                      | deutscher Schriftsteller und evangelisch-lutherischer Geistlicher        |       |       |
| 30. Oktober | Michel Le Tellier                   | französischer Kriegsminister                                             | 82    |       |
| Oktober     | Johann Nicolaus Horst               | deutscher lutherischer Theologe und Hofprediger in Celle                 |       |       |

## November
| Tag          | Name                                        | Beruf, bekannt als                           | Alter | Beleg |
| ------------ | ------------------------------------------- | -------------------------------------------- | ----- | ----- |
| 4. November  | Albrecht Sigismund von Bayern               | Fürstbischof von Freising                    | 62    |       |
| 4. November  | Girolamo Grimaldi-Cavalleroni               | Kardinal und Erzbischof                      | 88    |       |
| 9. November  | Louis Armand I. de Bourbon, prince de Conti | Prince de Conti                              | 24    |       |
| 17. November | Anders Lilliehöök                           | schwedischer Jurist                          | 49    |       |
| 23. November | Kaspar Friedrich Nachtenhöfer               | evangelischer Pfarrer und Kirchenlieddichter | 61    |       |
| 28. November | Nicolas de Neufville, duc de Villeroy       | Marschall von Frankreich                     | 87    |       |
| November     | Benedetto Bartolo                           | italienischer römisch-katholischer Bischof   | 57    |       |

## Dezember
| Tag          | Name                     | Beruf, bekannt als                                                | Alter | Beleg |
| ------------ | ------------------------ | ----------------------------------------------------------------- | ----- | ----- |
| 4. Dezember  | Wolfgang Bachmeyer       | deutscher Kartograph, Geodät, Astronom, Mathematiker und Theologe | 88    |       |
| 5. Dezember  | Jacob Spon               | französischer Arzt und Archäologe                                 | 38    |       |
| 12. Dezember | John Pell                | englischer Mathematiker                                           | 74    |       |
| 19. Dezember | Carlo Fedeli             | italienischer Komponist                                           |       |       |
| 25. Dezember | Jean-Baptiste de Boësset | französischer Komponist                                           | ≈71   |       |

## Datum unbekannt
| Tag | Name                                 | Beruf, bekannt als                                                 | Alter | Beleg |
| --- | ------------------------------------ | ------------------------------------------------------------------ | ----- | ----- |
|     | Michele Blasco                       | italienischer Maler und Architekt des Barock                       |       |       |
|     | Cornelius Bontekoe                   | holländischer Arzt                                                 |       |       |
|     | Edmund Castle                        | englischer Orientalist                                             |       |       |
|     | Hartmut XVIII. von Cronberg          | deutscher Hofjunker und Hofbeamter                                 |       |       |
|     | Simon Gutowski                       | polnischer Orgelbauer und Komponist                                |       |       |
|     | Anton Heimreich                      | nordfriesischer Pfarrer und Chronist                               |       |       |
|     | Johann von Klingsporn                | kurbrandenburgischer Oberst und Regimentskommandeur                |       |       |
|     | Gregor Lederwasch I                  | österreichischer Maler                                             |       |       |
|     | Balthasar von Marschalck             | deutscher Domherr und Hofmarschall                                 |       |       |
|     | Peter Mohrhardt                      | norddeutscher Komponist und Organist                               |       |       |
|     | Michael Pexenfelder                  | bayerischer Ordensgeistlicher (Jesuit), Rhetoriker und Lexikograph |       |       |
|     | Peter Pictorius                      | dänischer Architekt, Militäringenieur und Diplomat                 |       |       |
|     | Francisco Rizi                       | spanischer Maler                                                   |       |       |
|     | Richard Salwey                       | englischer Politiker                                               |       |       |
|     | Andreas Schneider                    | deutscher Orgelbauer                                               |       |       |
|     | Filotheos Skoufos                    | kretischer Mönch und Ikonenmaler                                   |       |       |
|     | Johann Gerhard Vrints von Treuenfeld | Kaiserlicher Postmeister und kaiserlicher Rat                      |       |       |
|     | Ferdinand von Wrede                  | Landdrost des Herzogtums Westfalen                                 |       |       |